# Mistrzostwa Świata w Narciarstwie Alpejskim 2011
41. Mistrzostwa Świata w Narciarstwie Alpejskim – zawody sportowe, które odbywały się w Garmisch-Partenkirchen w Niemczech między 7 i 20 lutego 2011 roku. Były to drugie mistrzostwa świata organizowane przez Garmisch-Partenkirchen, w 1987 roku miasto gościło najlepszych alpejczyków świata. Zawody alpejek i alpejczyków rozgrywane były na trzech trasach narciarskich, były to Kandahar 1 (kobiety), Kandahar 2 (mężczyźni) i Gudiberg (kobiety i mężczyźni). Trasa dla panów Kandahar 2 szczyciła się bardzo dużą trudnością, w środkowej części stoku, była ściana o największym nachyleniu, bo aż 92%, ściana ta miała wdzięczną nazwę free fall, w historii mistrzostw świata zawodnicy nigdy jeszcze nie ścigali się na tak dużej stromiźnie. Klasyfikację medalową wygrała Austria dzięki czterem medalom kobiet, w tym dwukrotna złota medalistka tych mistrzostw, czyli Elisabeth Görgl. Reprezentacja męska spisała się bardzo słabo, bo zdobyła tylko dwa medale (srebrny i brązowy), łącznie Austria zdobyła 8 medali. Na drugim miejscu uplasowała się reprezentacja Francji ze czterema krążkami (2 złote,1 srebrny i 1 brązowy). Trzecie miejsce zajęła reprezentacja Włoch głównie dzięki multimedaliście tych mistrzostw świata Christoferowi Innerhoferowi. Na tych mistrzostwach zostało obronione tylko jedno mistrzostwo świata z 2009 roku, wyczynu tego dokonał Norweg Aksel Lund Svindal w superkombinacji. Dużego zawodu doznali kibice miejscowej reprezentantki i głównej faworytki gospodarzy borykającej się z grypą i gorączką Mari Riesch, która wywalczyła tylko dwa brązowe medale, jak się później okazało były to jedyne medale dla Niemiec. Prawdopodobnie tabela medalowa wyglądałaby całkiem inaczej gdyby nie lekka kontuzja Lindsey Vonn, która przed mistrzostwami zaliczyła upadek na treningu giganta i trafiła do szpitala ze wstrząśnięciem mózgu. Po tym upadku Amerykanka miała problemy z koncentracją. Udało się jej ukończyć tylko dwie konkurencje, supergigant na (7 miejscu) i zjazd gdzie wywalczyła srebrny medal, zjazd do kombinacji potraktowała jako trening. W obu tych konkurencjach broniła mistrzostwa świata.

## Reprezentacje państw uczestniczących w mistrzostwach
W mistrzostwach tych wystartowało łącznie 525 zawodników z 67 krajów. 
| - Andora - Argentyna - Armenia - Austria - Australia - Azerbejdżan - Belgia - Białoruś - Bośnia i Hercegowina - Brazylia - Bułgaria - Chile - Chiny - Chorwacja - Czarnogóra - Czechy - Cypr - Dania - Finlandia - Francja - Ghana - Grecja - Gruzja | - Haiti - Hiszpania - Holandia - Indie - Iran - Irlandia - Islandia - Izrael - Japonia - Kanada - Kazachstan - Kirgistan - Korea Południowa - Liban - Liechtenstein - Litwa - Luksemburg - Łotwa - Macedonia Północna - Meksyk - Mołdawia - Monako - Niemcy | - Norwegia - Nowa Zelandia - Peru - Polska - Portugalia - Portoryko - Południowa Afryka - Rosja - Rumunia - Serbia - Słowacja - Słowenia - Stany Zjednoczone - Szwajcaria - Szwecja - Turcja - Ukraina - Uzbekistan - Węgry - Wielka Brytania - Włochy |

## Wyniki

### Mężczyźni
| Konkurencja               | Data      | Złoto                | Czas    | Srebro              | Czas    | Brąz                | Czas    |
| Supergigant szczegóły     | 9 lutego  | Christof Innerhofer  | 1:38,31 | Hannes Reichelt     | 1:38,91 | Ivica Kostelić      | 1:39,03 |
| Zjazd szczegóły           | 12 lutego | Erik Guay            | 1:58,41 | Didier Cuche        | 1:58,73 | Christof Innerhofer | 1:59,17 |
| Superkombinacja szczegóły | 14 lutego | Aksel Lund Svindal   | 2:54,51 | Christof Innerhofer | 2:55,52 | Peter Fill          | 2:56,41 |
| Slalom gigant szczegóły   | 18 lutego | Ted Ligety           | 2:10.56 | Cyprien Richard     | 2:10.64 | Philipp Schörghofer | 2:10.99 |
| Slalom szczegóły          | 20 lutego | Jean-Baptiste Grange | 1:41.72 | Jens Byggmark       | 1:42.15 | Manfred Mölgg       | 1:42.33 |

### Kobiety
| Konkurencja               | Data      | Złoto           | Czas    | Srebro            | Czas    | Brąz                  | Czas    |
| Supergigant szczegóły     | 8 lutego  | Elisabeth Görgl | 1:23,82 | Julia Mancuso     | 1:23,87 | Maria Riesch          | 1:24,03 |
| Superkombinacja szczegóły | 11 lutego | Anna Fenninger  | 2:43,23 | Tina Maze         | 2:43,32 | Anja Pärson           | 2:43,50 |
| Zjazd szczegóły           | 13 lutego | Elisabeth Görgl | 1:47,24 | Lindsey Vonn      | 1:47,68 | Maria Riesch          | 1:47,84 |
| Slalom gigant szczegóły   | 17 lutego | Tina Maze       | 2:20,54 | Federica Brignone | 2:20,63 | Tessa Worley          | 2:21,02 |
| Slalom szczegóły          | 19 lutego | Marlies Schild  | 1:45,79 | Kathrin Zettel    | 1:46,13 | Maria Pietilä-Holmner | 1:46,44 |

### Drużynowo
Zawody drużynowe (ang.: Team Event) rozegrane zostały w formie slalomu równoległego.
| Konkurencja                     | Data      | Złoto | Srebro | Brąz                                                                                                 |
| Rywalizacja drużynowa szczegóły | 16 lutego | Francja · Anémone Marmottan · Tessa Worley · Taïna Barioz · Thomas Fanara · Cyprien Richard · Gauthier de Tessières | Austria · Anna Fenninger · Michaela Kirchgasser · Marlies Schild · Philipp Schörghofer · Romed Baumann · Benjamin Raich | Szwecja · Anja Pärson · Maria Pietilä-Holmner · Sara Hector · Axel Bäck · Hans Olsson · Matts Olsson |

## Tabela medalowa
| Lp. | Państwo           | złoto | srebro | brąz | razem |
| --- | ----------------- | ----- | ------ | ---- | ----- |
| 1   | Austria           | 4     | 3      | 1    | 8     |
| 2   | Francja           | 2     | 1      | 1    | 4     |
| 3   | Włochy            | 1     | 2      | 3    | 6     |
| 4   | Stany Zjednoczone | 1     | 2      | 0    | 3     |
| 5   | Słowenia          | 1     | 1      | 0    | 2     |
| 6   | Norwegia          | 1     | 0      | 0    | 1     |
| 7   | Kanada            | 1     | 0      | 0    | 1     |
| 8   | Szwecja           | 0     | 1      | 3    | 4     |
| 9   | Szwajcaria        | 0     | 1      | 0    | 1     |
| 10  | Niemcy            | 0     | 0      | 2    | 2     |
| 11  | Chorwacja         | 0     | 0      | 1    | 1     |